# Cottage

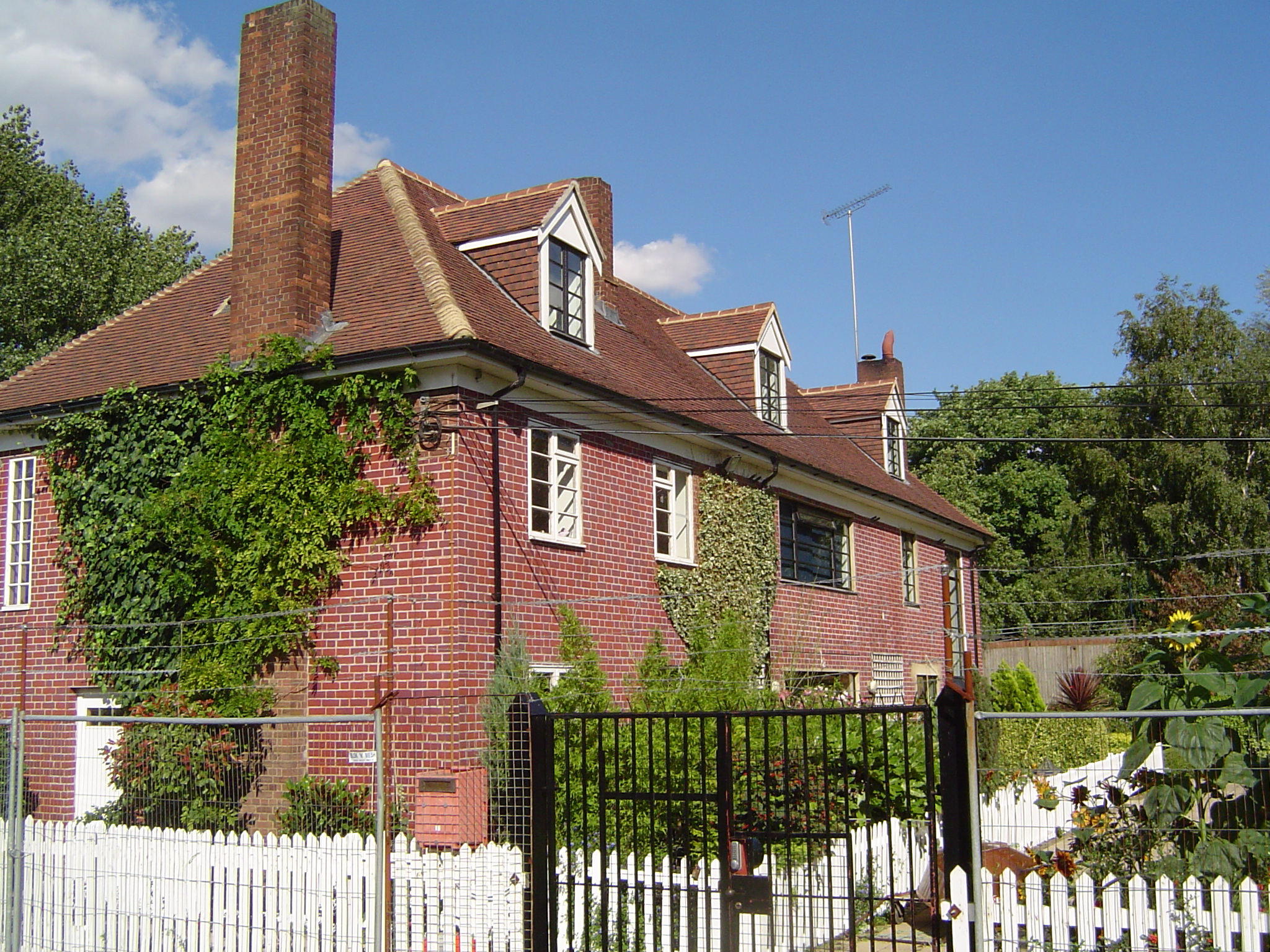
Cottage a East London

Un cottage è una casa di campagna originaria dell'Inghilterra rurale.
Il tipico cottage inglese è una piccola casa, generalmente con struttura in pietra o mattoni a vista, attualmente senza terra, anche se in origine – prima degli Enclosures Act – designava la casa dei contadini proprietari della terra circostante.

## Storia
La parola originariamente si riferiva a un'umile abitazione rurale indipendente di un cotter, residente semi-indipendente di un maniero che aveva certi diritti di residenza dal signore del maniero, e che nella gerarchia sociale era un grado al di sopra dello schiavo (menzionato nel Domesday Book del 1086), che non aveva diritto di possesso e lavorava a tempo pieno agli ordini del signore. Nel Domesday Book venivano chiamati Coterelli.
A partire dal XVIII secolo in poi, lo sviluppo dell'industria in Inghilterra portò allo sviluppo dei "cottage" dei tessitori e dei minatori.
In epoca pre-vittoriana i cottage si presentavano come case di piccole dimensioni, in genere dotate di strutture in legno a vista. Le moderne ristrutturazioni di antichi cottage, in accordo con la volontà di mantenere l'autenticità storica, vengono realizzate portando alla luce tutti quegli elementi caratteristici di queste strutture che con il tempo erano stati abbandonati, come arcarecci, montanti e travetti in legno. Il classico cottage inglese è una struttura piccola composta da poche camere, quasi mai più di quattro, due al piano superiore e due al piano inferiore, anche se con le moderne ristrutturazioni è possibile realizzare ambienti interni più ampi. Esiste anche una particolare tipologia di cottage inglese utilizzata per lo più da operai e pescatori, il Penty, che comprende un'unica camera ed è spesso attaccata a proprietà più grandi. Rispetto alle altre tipologie di case ha il soffitto più basso.

## Cottage nel mondo
La casa vacanze (holiday cottage) esiste in molte culture con nomi diversi. Nell'inglese americano, "cottage" è un termine per "case vacanza", sebbene possano anche essere chiamate "cabin", " chalet " o anche "camp". In Australia il termine "cabin" è comune, un cottage che di solito si riferisce a un'abitazione del periodo premoderno più piccola. In alcuni paesi (come Scandinavia, paesi baltici e Russia) il termine "cottage" ha sinonimi locali: in finlandese mökki, in estone suvila, in lettone vasarnīca, in livoniano sõvvõkuodā, in svedese stuga,), in ceco chata o chalupa, in russo дача (dacha, che può riferirsi a una casa di vacanza/estate, spesso situata vicino a uno specchio d'acqua).
Nella legge dell'Inghilterra e del Galles la definizione di cottage è "una piccola casa o abitazione senza terra". Tuttavia, originariamente secondo uno statuto elisabettiano, il cottage dovrebbe essere costruito con almeno 4 acri di terra.
Il gallese Tŷ unnos o "casa in una notte", è stato costruito da abusivi su un appezzamento di terreno delimitato dal lancio di un'ascia da ogni angolo della proprietà. In gallese un cottage è conosciuto come bwthyn e il suo abitante preswlydd.
In Scozia l'equivalente di cottager sarebbe crofter e il termine per l'edificio e la sua terra sarebbe croft.
I cottage irlandesi teachín erano storicamente le case di contadini e braccianti, ma negli ultimi anni il termine ha assunto una connotazione romantica soprattutto quando si fa riferimento a cottage con i tetti di paglia (in irlandese: teach ceann tuí). Questi cottage con il tetto di paglia un tempo si potevano vedere in tutta l'Irlanda, ma la maggior parte è diventata fatiscente a causa degli sviluppi più recenti e moderni. Tuttavia c'è stata una successiva rinascita del restauro di questi vecchi cottage, grazie a persone che desiderano una casa più tradizionale. In epoca moderna i cottage con il tetto di paglia sono costruiti principalmente per l'industria turistica e molti possono essere affittati come alloggi.
I primi "cottage" conosciuti in Russia furono costruiti nel 19º secolo, quando la cultura britannica era popolare. In epoca moderna molte grandi città della Russia sono circondate da villaggi di cottage. Quindi è legittimo parlare dell'aspetto del termine "cottage russo", ossia una casa di dimensioni paragonabili a una villa britannica o addirittura a un palazzo che include un corrispondente appezzamento di terreno.

## Galleria d'immagini

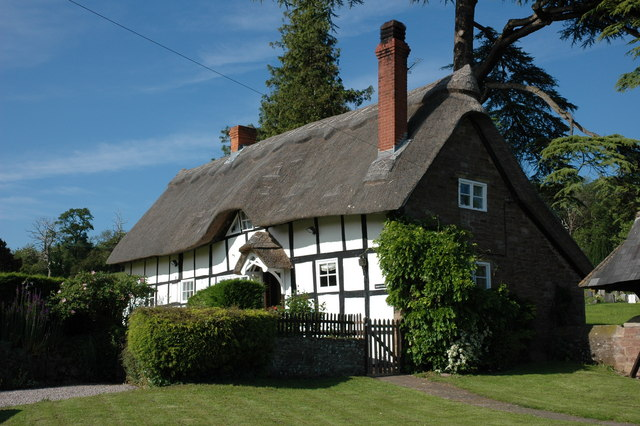
Cottage della Chiesa, Stretton Grandison, nel Herefordshire.
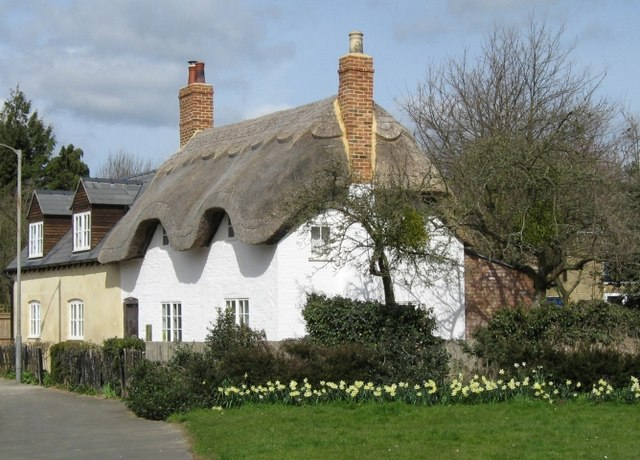
Cottage con tetto di paglia, nell'area di Simpson, a Milton Keynes.
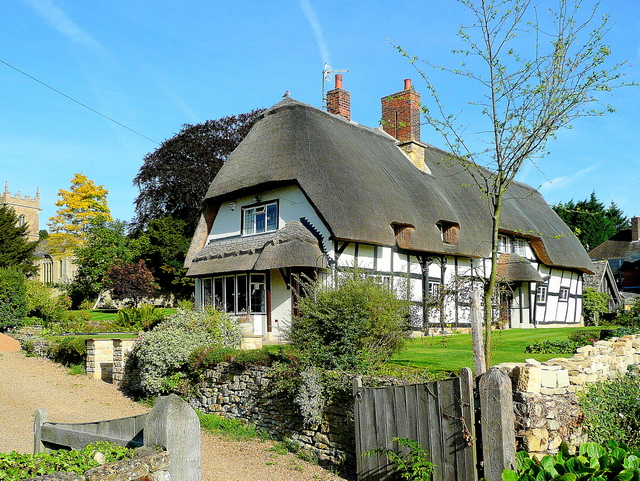
Ashton under Hill, nel Worcestershire.
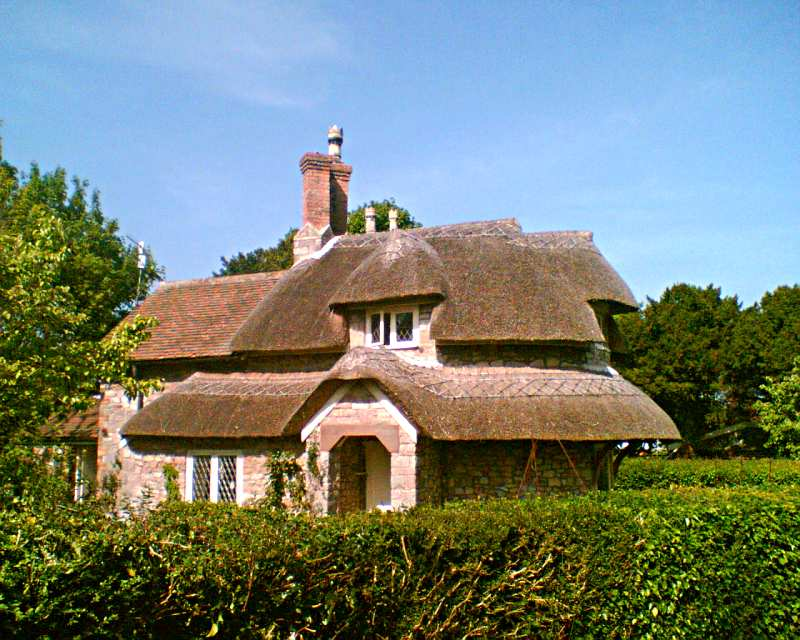
Cottage progettato da John Nash a Blaise Hamlet, a Bristol.
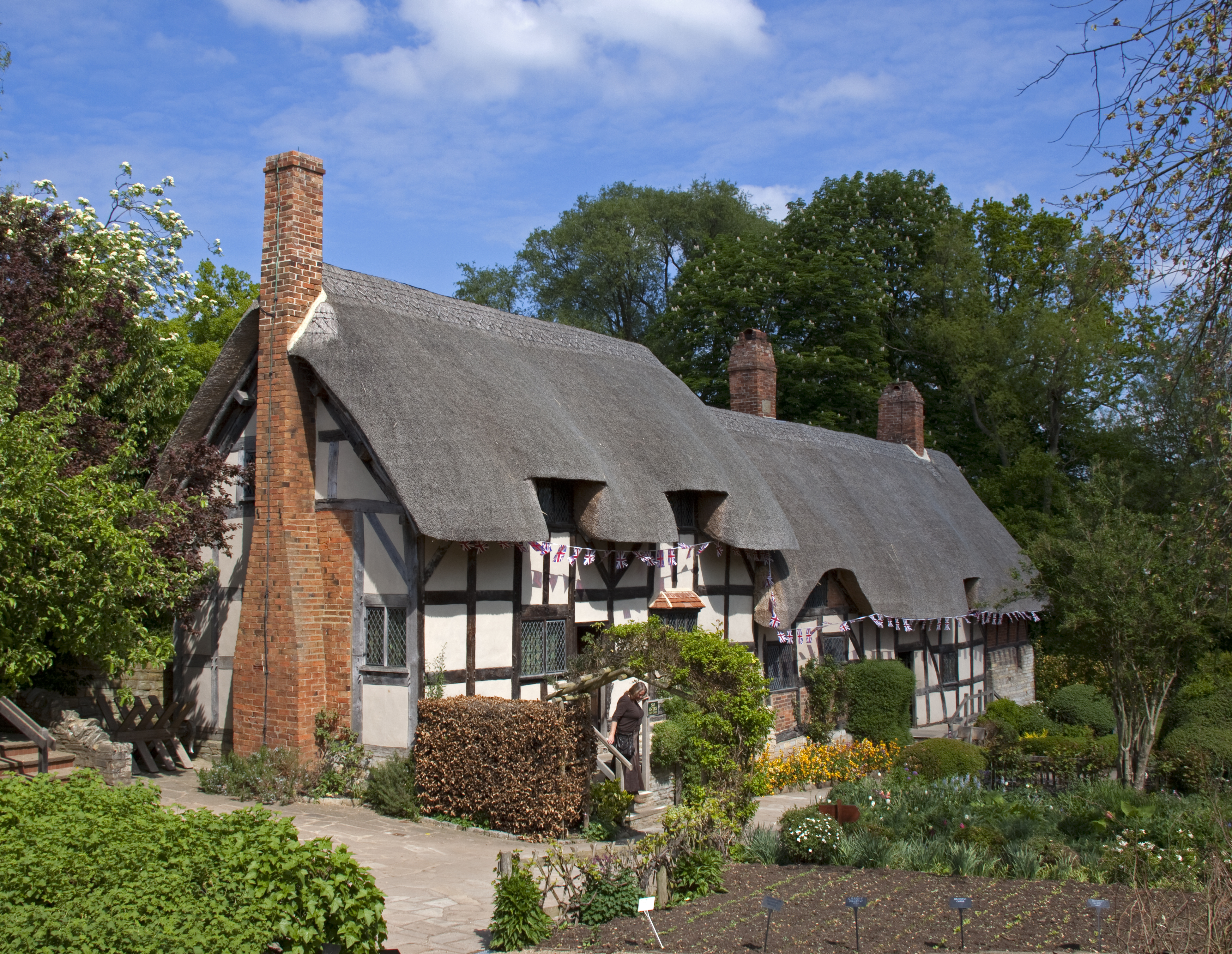
Cottage di Anne Hathaway, Shottery, nel Warwickshire.
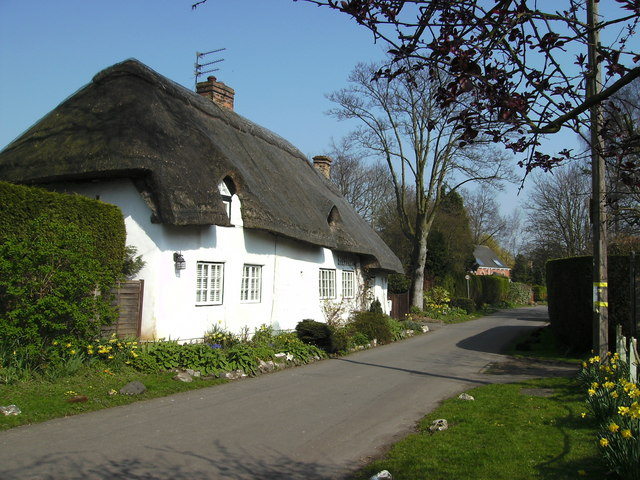
Cottage con il tetto di paglia, Brigsley, nel Lincolnshire.
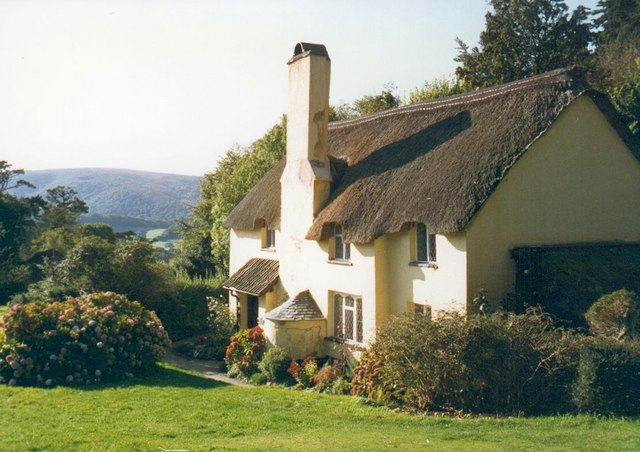
Cottage, Selworthy.
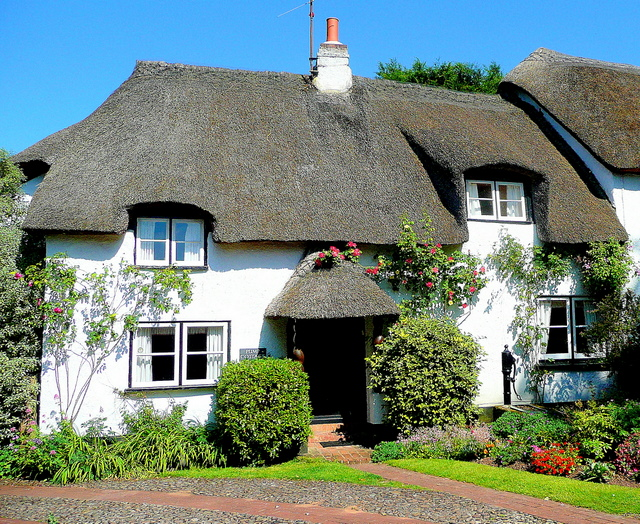
Pump Cottage, Harpford, Devon.
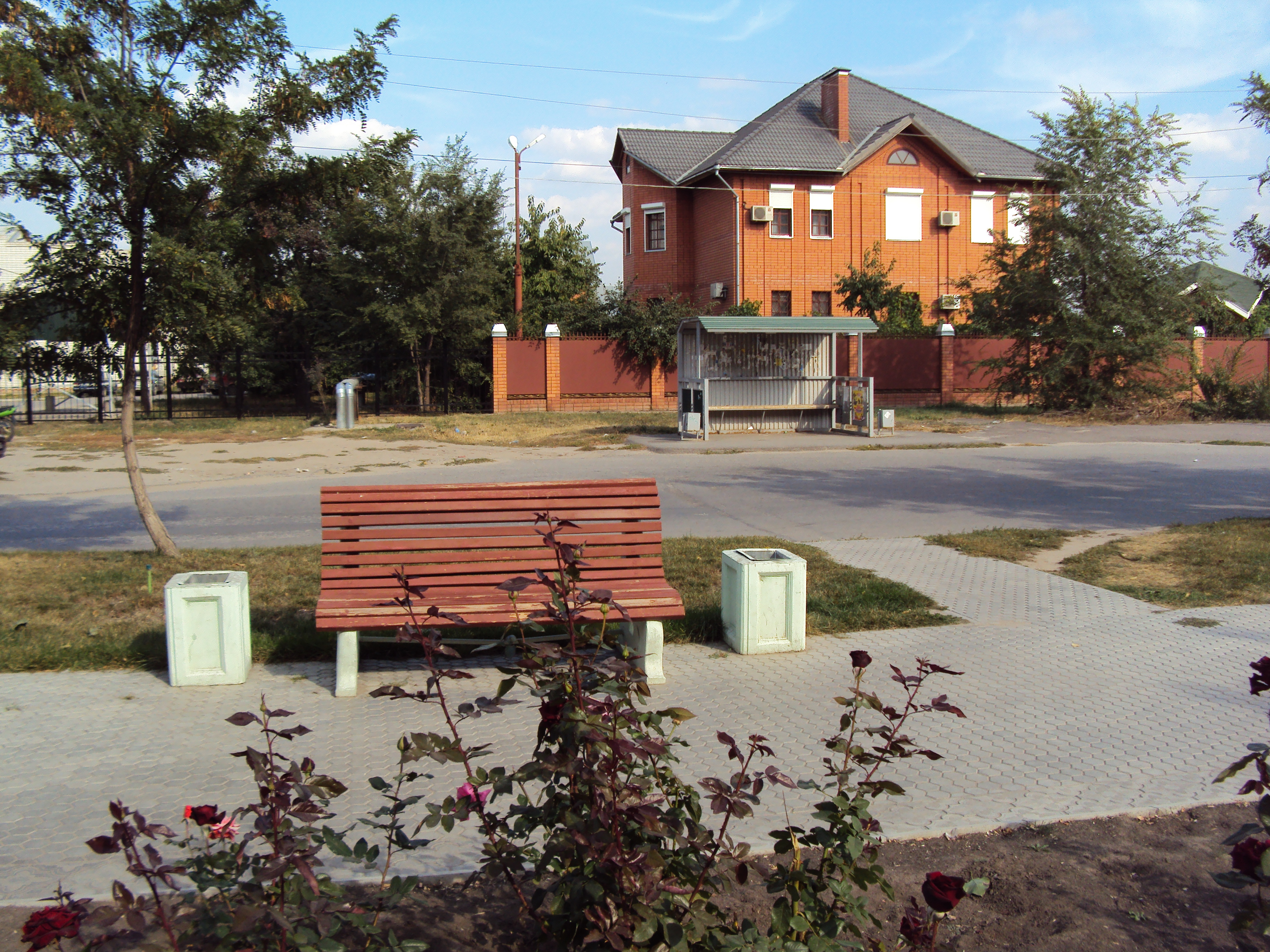
Esempio di quello che oggi viene chiamato "cottage" in Russia (Mikhaylovka, Volgograd Oblast).

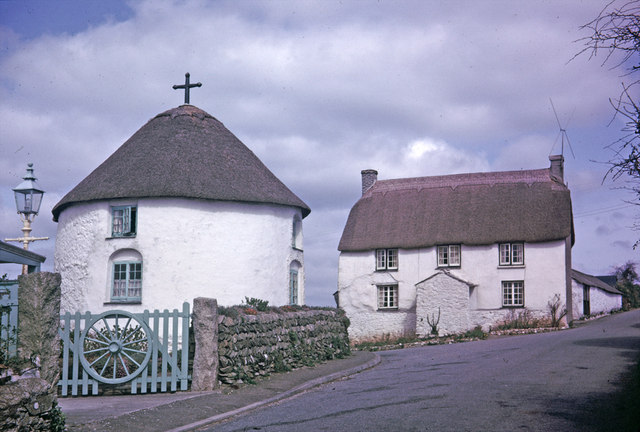
Cottage circolare a Veryan, in Cornovaglia.
Cottage tra le dune di sabbia in Danimarca.
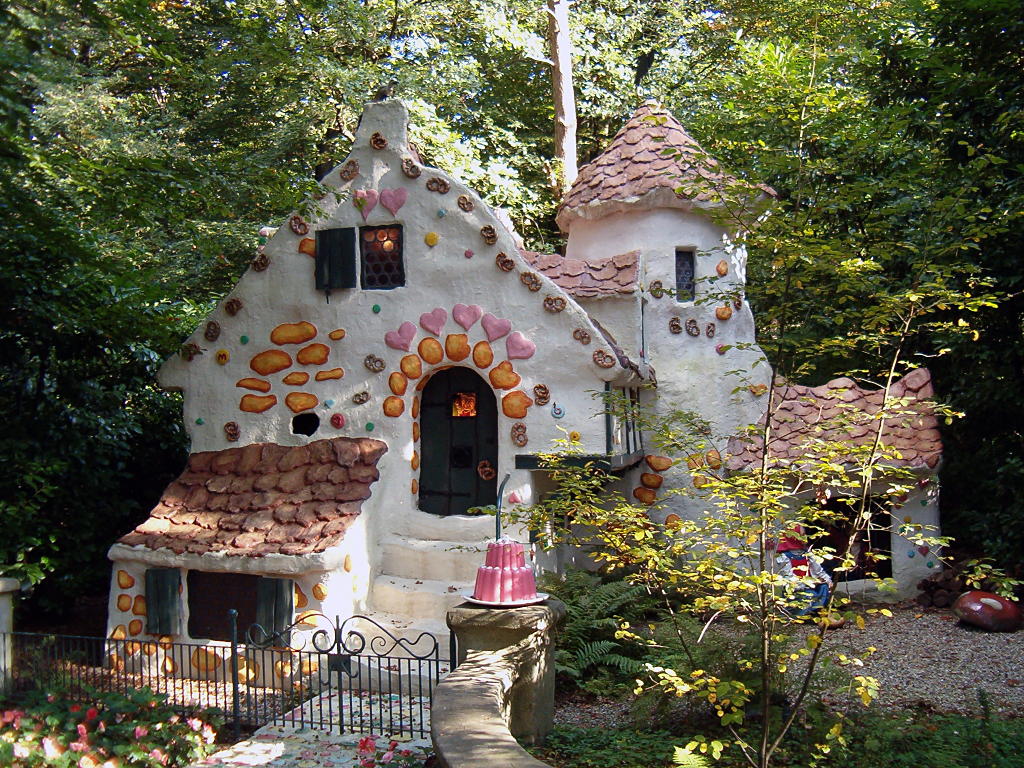
Il cottage Hansel e Gretel nel parco a tema Efteling, nei Paesi Bassi.
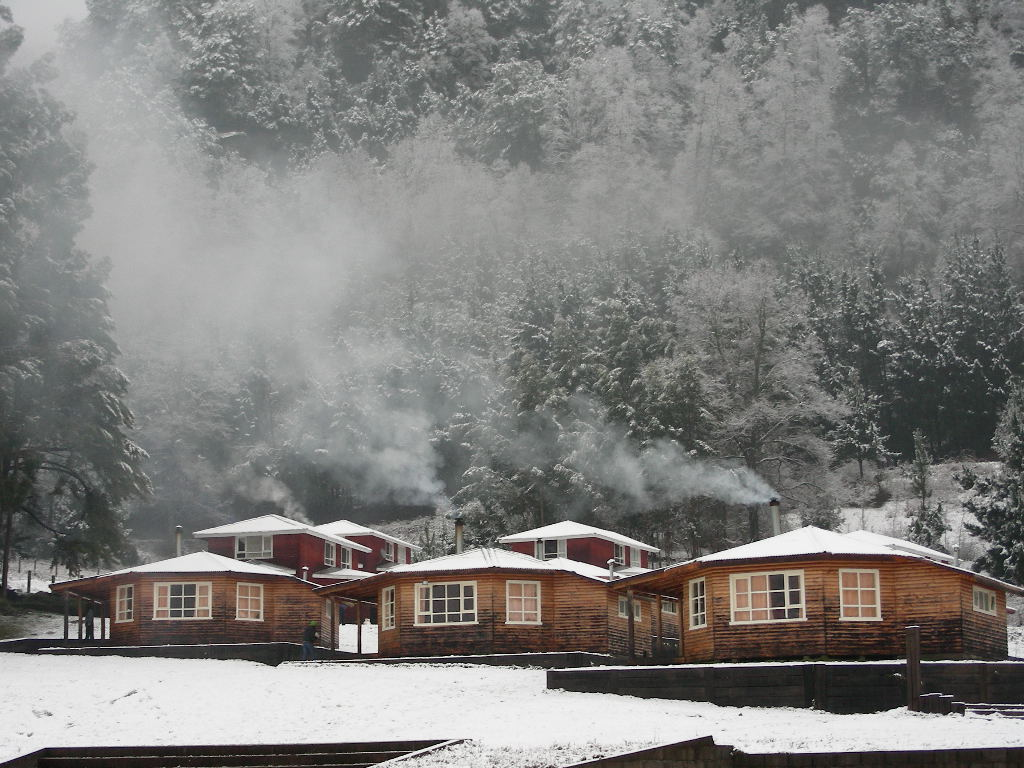
Cottage innevati vicino a Curarrehue, Cile.
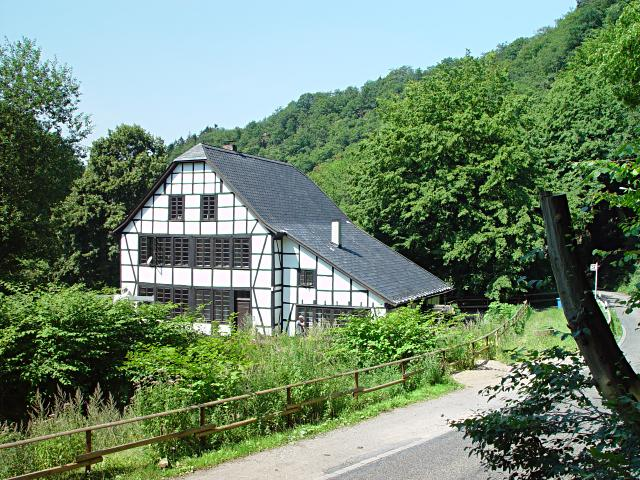
Cottage (Kotten o Katen) vicino a Solingen, in Germania, usata come casa per le vacanze.
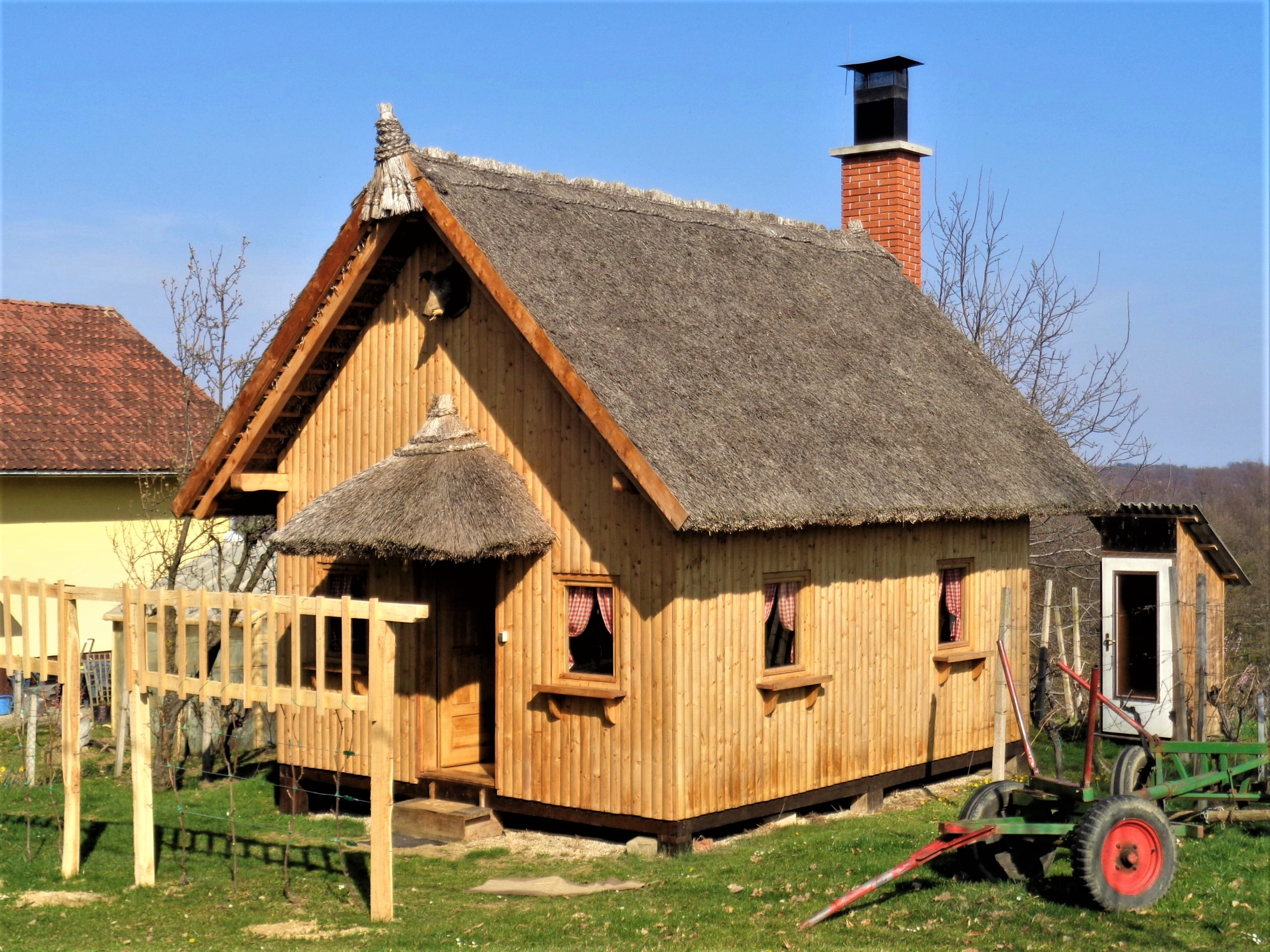
Un cottage in legno nella contea di Međimurje, in Croazia.